# Isadora Zubillaga
Isadora del Valle Suárez Guevara (Caracas, Venezuela, 1968) es una diplomática venezolana y activista por la democracia en Venezuela. En 2019 fue designada por la Asamblea Nacional como embajadora de Venezuela en Francia, y en septiembre del mismo año fue designada como subcomisionada presidencial para las relaciones exteriores de Venezuela.

## Biografía
Isadora es licenciada en economía y ciencias políticas en la Universidad de Boston y tiene una maestría en relaciones internacionales de la Universidad de La Sorbornne, en París. Ha trabajado como coordinadora en proyectos de derechos humanos de la Fundación Robert F. Kennedy y coordinadora internacional de NYC2010 bajo la dirección de Michael Bloomberg. Zubillaga también formó parte de la junta directiva de la Alianza Francesa de Caracas, es miembro fundadora de Voluntad Popular y se desempeñó como directora internacional de la alcaldía de Chacao bajo la gestión de Leopoldo López.
Desde la detención de Leopoldo López en 2014, Zubillaga y su familia fueron objeto de "sistemáticas denuncias por parte del gobierno de Nicolás Maduro y acoso en los medios de comunicación controlados" por el Estado. Isadora se radicó en España luego de sufrir un secuestro exprés y reside en Europa desde 2014. El 21 de julio de 2017, cuando su pasaporte estaba a punto de vencer y "con nulas posibilidades de ser renovado", el Consejo de Ministros de España decide concederle la nacionalidad española.

Ha sido asesora internacional de Leopoldo López; actualmente es directora de la fundación Código Venezuela, organización no gubernamental dedicada a apoyar a la diáspora venezolana. También ha presidido la Asociación Libertad y Democracia en Venezuela.
Durante la crisis presidencial de Venezuela, el 19 de febrero de 2019, fue designada por la Asamblea Nacional como embajadora de Venezuela en Francia y, posteriormente, fue designada como subcomisionada presidencial para las relaciones exteriores de Venezuela en septiembre de 2019.